# Bonaguida d'Arezzo

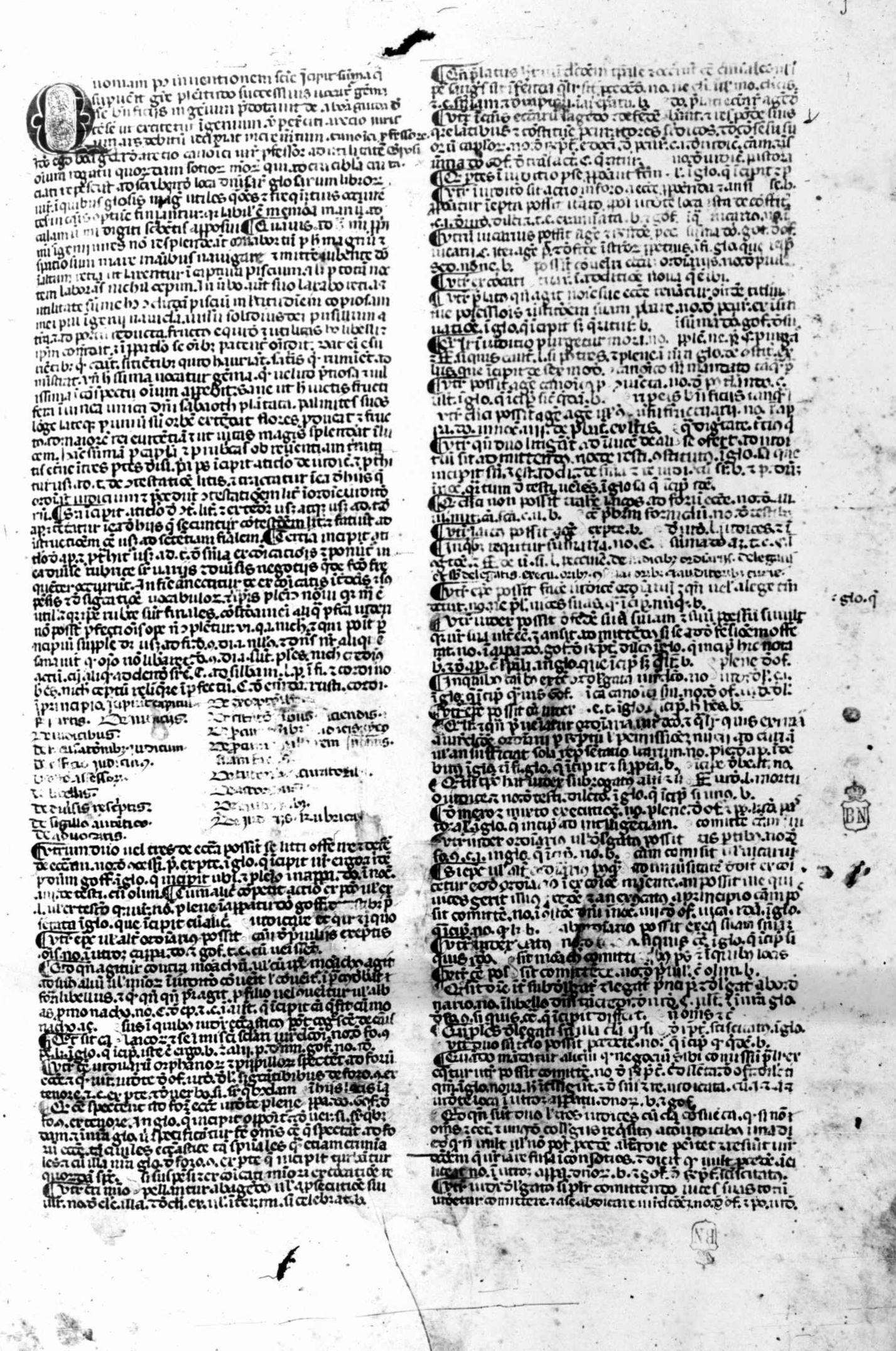
Summa introductoria super officio advocationis in foro ecclesiae, manoscritto, XIII-XIV secolo

Bonaguida d'Arezzo, latinizzato come de Aretio, Aretinus, de Aretinis (Arezzo, prima metà del XIII secolo – dopo la seconda metà del XIII secolo), è stato un giurista italiano attivo dal 1251 al 1258.

## Biografia
Poche sono le notizie giunte fino a noi circa la sua vita e la sua professione. Il primo documento dove appare il suo nome risale ad una carta aretina in cui si attesta la qualifica di professore di diritto canonico datata 1251. In seguito, risulta esercitare la professione di avvocato a Roma durante il papato di Innocenzo IV. Oltre all'esercizio della professione, risulta aver esercitato anche il ruolo di insegnante.
Ritornato ad Arezzo, partecipa alla vita del comune schierandosi nella fazione guelfa e partecipando ad un mandato in cui erano presenti delle trattative con Firenze (1254). Inoltre, il suo nome, insieme a quello di Martino da Fano, compare tra il corpo docente (composto da otto elementi tra grammatici e giuristi) il quale aveva stabilito degli ordinamenti in cui erano riportati i diritti e i doveri sia degli allevi che degli insegnanti. Della sua professione pubblica si hanno altre due sole notizie: la prima del 1256, riguardante la convalida di pace con Firenze, mentre la seconda del 1258 riguardante la sua convocazione, insieme ad altri compaesani, per l'elezione di un sindaco che avrebbe dovuto firmare la nuova pace con il comune di Firenze.
Tra le sue opere che risultano non avere una datazione certa vanno ricordate: la Summa introductoria super officio advocationis, di argomento processualistico; il Liber Extra, rubriche che saranno seguite da un repertorio di questioni, la Margarita o Gemma, legate al diritto processuale e sostanziale; la Consuetudines Curiae Romanae (edite dal Wahrmund), nelle quali risulta il contributo di Bonaguida sulle prassi seguite nella curia pontificia durante il suo soggiorno romano quindi databile intorno al 1253-1254; il Tractatus de dispensationibus, edito durante il suo periodo di docenza ed infine delle glosse alle Decretali gregoriane.

## Opere

### Manoscritti
- Summa introductoria super officio advocationis in foro ecclesiae, XIII secolo, Berlin, Staatsbibliothek zu Berlin Preußischer Kulturbesitz, Manuscripta latina, Ms. lat. fol. 628,  ff. 6.
  -  Summa introductoria super officio advocationis in foro ecclesiae, XIV secolo, Torino, Biblioteca Nazionale Universitaria, Fondo manoscritti, ms. D.II.13.,  ff. 76-152.
  -  Summa introductoria super officio advocationis in foro ecclesiae, XIII-XIV secolo, Madrid, Biblioteca Nacional de España, Manuscritos, MS 824 (antea D. 22),  ff. 1-32v.
  -  Summa introductoria super officio advocationis in foro ecclesiae, XIV secolo, Basel, Universitätsbibliothek, Handschriften, C.I.29.,  ff. 145.
  -  Summa introductoria super officio advocationis in foro ecclesiastico, mutilo, XIV secolo, Milano, Biblioteca Ambrosiana, Fondo manoscritti, ms. S. 73 sup.,  f. 3r-v.
  -  Summa introductoria super officio advocationis in foro ecclesiae, XIII secolo, Brugge, Stadsbibliotheek, Manuscripten, Ms. 380.,  ff. 94ra-136rb.
  -  Summa introductoria super officio advocationis in foro ecclesiae, XIV secolo, Paris, Bibliothèque Nationale de France, Fonds latin, Lat. 4249.,  ff. 1-16r.